# Myohyangsan
Der Myohyang, auch Myohyang-san („Berg der geheimnisvollen Düfte“), ist ein Gebirge im Nordosten Nordkoreas auf der Grenze zwischen den Provinzen P’yŏngan-pukto und Chagang-do. Seine höchste Erhebung ist der Gipfel Piro-bong, der mit einer Höhe von 1909 m nach dem Paektu der zweithöchste Berg Nordkoreas ist.
Das Gebirge wurde früher als heilig angesehen und mit dem Dangun-Mythos in Verbindung gebracht. Es beherbergt den Pohyon-Tempel, den größten buddhistischen Tempel Nordkoreas, mehrere Einsiedeleien sowie die sogenannte Freundschaftsausstellung, eine Ausstellung von Staatsgeschenken für den nordkoreanischen Diktator Kim Il-sung und seinen Sohn und Nachfolger Kim Jong-il. 